# Carisborg
Carisborg was een adellijk huis, gelegen ten noorden van Heerlerheide. Het huis is afgebroken in 1919. De naam van het huis is tevens verbonden aan een bruinkoolmijn die van 1915 tot 1968 in werking is geweest.

## Adellijk huis
Carisborg, gelegen aan de Carisborgweg, was een adellijk huis dat een leen was van de heren van Wickrath. In de 2e helft van de 14e eeuw was het bezit van de Akener familie Chorus, om in de eerste helft van de 15e eeuw over te gaan op de familie Rodenbroek, afkomstig van het gelijknamige kasteel Rodenbroek. Aangezien enkele telgen uit deze familie de voornaam Karis droegen, werd het huis al spoedig Carisborg genoemd.
In de 16e eeuw ging het huis over op het geslacht Van Lontzen, en in 1570 was het in bezit van Werner Huyn van Amstenrade. Daarna werd het eigendom van Jan Vorsterman. Diens dochter trouwde met Johan Willem van der Heyden de Blisia, die heer was van Haeren. Dit geslacht stierf eind 18e eeuw in de mannelijke lijn uit. Vervolgens werd het huis verhuurd aan de familie Systermans.

## Bruinkoolwinning

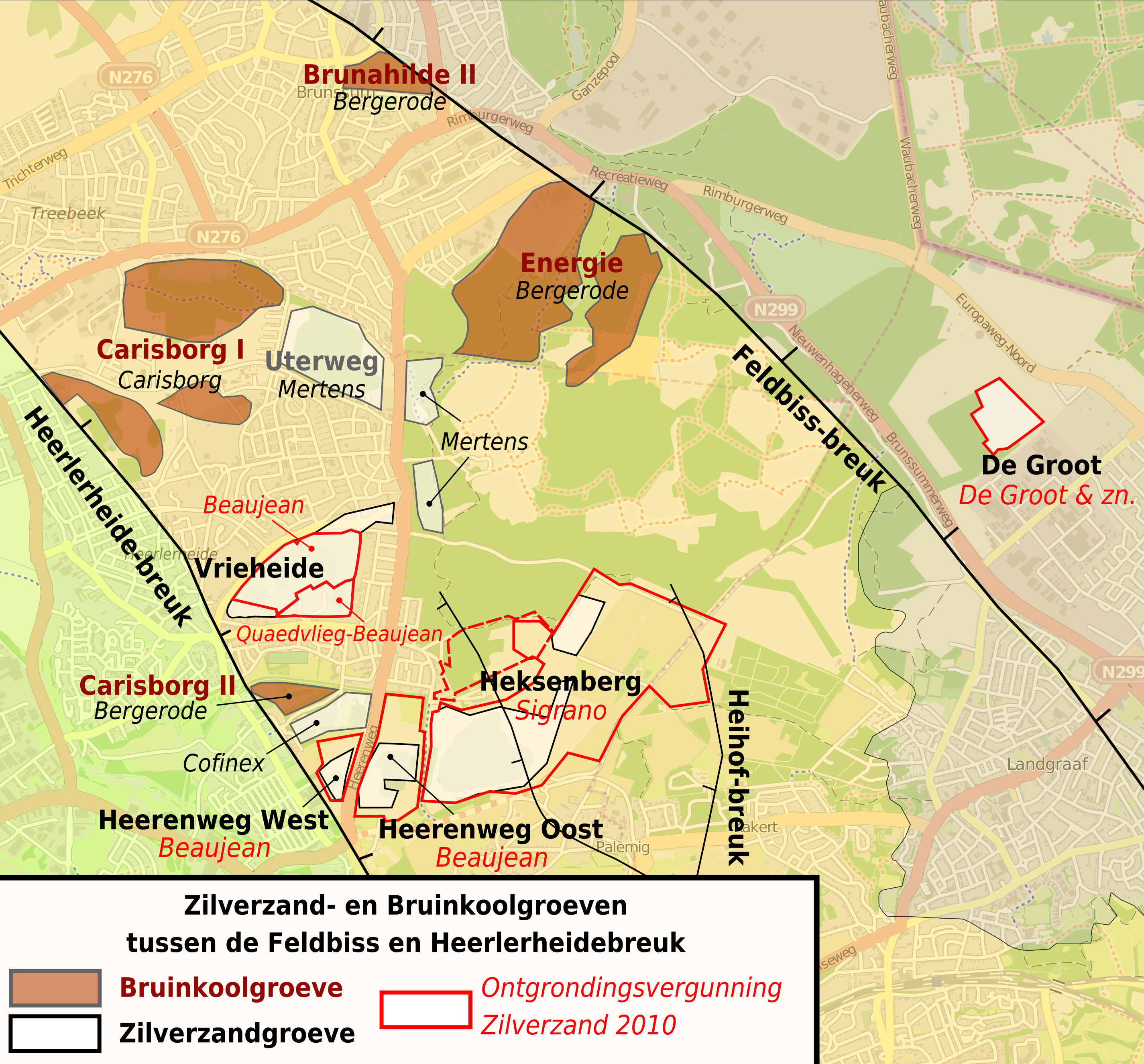
Bruinkool- en zilverzandgroeven in de omgeving van Heerlerheide

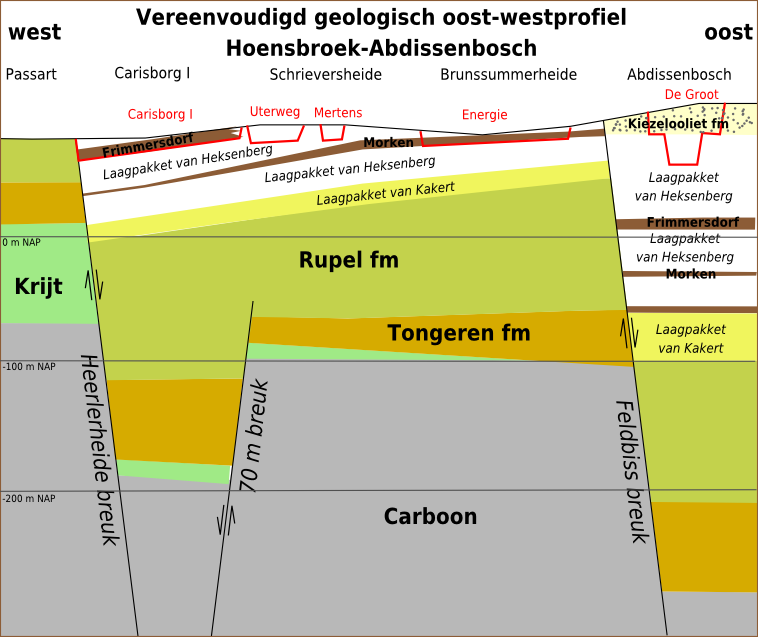

### Aanloop
Tussen 1857 en 1876 werd onderzoek uitgevoerd door de Bergwerkvereeniging voor Nederland, en daarbij werd bruinkool aangetoond nabij Eijgelshoven. Deze had een dikte van 7 meter en bevond zich 9 meter onder het maaiveld. Tussen 1865 en 1868 werd deze grondstof hier en daar clandestien gewonnen. Het werd onder meer als verfaarde gebruikt, voor de bereiding van Kasselerbruin. Het bruinkoolvoorkomen betrof een uitloper van het nabijgelegen Duitse bruinkoolbekken.
In 1899 werd door Jos Systermans, bewoner van Huize Carisborg, een boring verricht ten behoeve van een pomp, en ook hij stuitte op bruinkool. In 1906 werd de concessie Carisborg aan hem verleend, 120 ha groot. Dit werd de grondslag voor de N.V. Carisborg. Een concessie-aanvraag van een andere groep investeerders, onder de naam Holland, werd in 1902 geweigerd, daar het gebied al door de Staat was gereserveerd voor steenkoolwinning. In 1905 volgde concessie-aanvraag Herman, 800 ha groot, in Eijgelshoven en Ubach over Worms.
In 1908 kwam een nieuwe groep investeerders, bekend als N.V. Bergerode, die de volgende concessie aanvroegen:
- Brunahilde I, 225 ha, tussen Brunssum en Schinveld
- Brunahilde II, 50 ha, in Brunssum, het latere Vijverpark
- Energie, 140 ha, tussen Brunssum en Heerlen
- Carisborg II, 151 ha, te Heerlerheide, de latere Groeve Blankevoort

### Eerste Wereldoorlog
Het proces kwam in een stroomversnelling door de brandstofschaarste tijdens de Eerste Wereldoorlog. Vanaf 1915 begon de dagbouw in de concessie Carisborg. Naast het reeds goedgekeurde Carisborg kreeg Bergerode in 1917 een vergunning voor alle vier de concessie-aanvragen, Herman volgde in 1918. Het was daarbij niet eenvoudig om aan personeel en aan machines te komen.
De maatschappij N.V. Carisborg nam in 1917 haar intrek in het uit 1612 daterende Kasteel Passarts-Nieuwenhagen te Heerlerheide. Het huis Carisborg werd in 1919 aan de N.V. Carisborg verkocht en viel ten offer aan sloop, ten behoeve van de bruinkoolgroeve.
De overheid maakte het in 1918 mogelijk om de aanvraagprocedure te versimpelen, en zo ontstonden de groeven Louisegroeve I en Louisegroeve II bij Sittard, en de groeve Leemhorst bij Tegelen, die wettelijk slechts twee jaar mochten functioneren. In 1919 kwam ook de groeve Herman in bedrijf. De winning van Brunahilde II in Brunssum begon in december 1918. De concessie Brunahilde I leverde daarentegen geen bruinkool op.
Ondertussen was de oorlog afgelopen en daalden de bruinkoolprijzen aanzienlijk. In augustus 1919 moest Brunahilde II sluiten toen de watervoerende Feldbissbreuk werd aangetapt en de groeve snel volliep, slechts een vijver in de kom van Brunssum achterlatend. Blankevoort raakte in hetzelfde jaar eveneens uitgeput. Leemhorst en de Louisegroeves, die slechts twee jaar mochten functioneren, sloten in 1920 respectievelijk 1921. Herman sloot in 1922 en Energie in 1924. Carisborg bleef daarentegen rendabel produceren, dankzij de in 1923 gebouwde briketfabriek. De briketten werden voor huisbrand gebruikt.

### Tweede Wereldoorlog en daarna
De Tweede Wereldoorlog bracht opnieuw schaarste met zich mee, en in 1942 kwam Energie weer in bedrijf, waar in 1943 bijna 180 kton bruinkool werd gewonnen. De groeve, met een oppervlakte van 55.000 m2, werd in 1949 stopgezet om in 1953 te gaan dienen als bezinkvijver voor de steenkoolwasserij van Staatsmijn Hendrik
Herman kwam in 1945 weer in bedrijf, leverde maximaal 120 kton bruinkool per jaar in 1946, maar sloot in 1949, waarna de groeve werd afgewerkt. Voorts was er de groeve Anna, van 144 ha, te Haanrade. Deze werd in 1945 in gebruik genomen en sedert 1948 werd de winning door Carisborg verzorgd. De maximale productie bedroeg 200 kton/jaar, maar in 1960 was de groeve uitgeput en werd gebruikt voor het storten van steen en afval.
Vervolgens won Carisborg de bruinkool in de groeve Maria Theresia bij Herzogenrath, terwijl in 1959 aan Carisborg nog concessie werd verleend voor het veld Paul, 140 ha groot en gelegen nabij Ubach over Worms. Deze concessie werd nimmer benut, daar Carisborg in 1968 de poorten sloot, omdat de kolenkachels verdwenen en daarmee de vraag naar briketten. Hiermee kwam een einde aan de bruinkoolwinning in Nederland.
In 1956 werd in Nederland nog 300 kton bruinkool geproduceerd, waaronder 100 kton briketten.

## Natuurgebied
Tegenwoordig is een voormalige groeve van de N.V. Carisborg omgevormd tot een natuurgebied van 24 ha met dezelfde naam. De groeve werd gedeeltelijk opgevuld, waarna loofbos werd aangeplant. Dit wordt afgewisseld met hooilandjes, terwijl ook een kinderboerderij op het terrein werd aangelegd.